# Saint-Michel-en-l'Herm
Saint-Michel-en-l'Herm è un comune francese di 2 206 abitanti situato nel dipartimento della Vandea nella regione dei Paesi della Loira.

## Società

### Evoluzione demografica
Abitanti censiti